# Mommsens Block
Mommsens Block ist ein  Langgedicht von Heiner Müller, das allerdings – worauf mehrfach hingewiesen wurde – ebenso gut auch als Theatertext gelesen werden kann. Es wurde im Dezember 1992 geschrieben. Zuerst erschien es 1993 in Drucksache 1, einer vom Berliner Ensemble herausgegebenen Reihe.

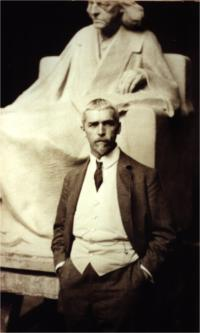
Adolf Brütt stehend vor seinem Theodor Mommsen Denkmal.

## Thema des Textes
Wie viele von Müllers Texten ist Mommsens Block stark assoziativ; somit lässt sich ein repräsentatives Thema des Textes nicht eindeutig auszumachen. Hauptthema ist die Unzufriedenheit des Sprechers über die gesellschaftliche Entwicklung nach der deutschen Wiedervereinigung. Er vergleicht das vereinte Deutschland mit der römischen Kaiserzeit nach Cäsar. Der Sprecher erkennt in Theodor Mommsens fehlendem Band über die römische Kaiserzeit eine Schreibblockade, die durch die Dekadenz dieser Epoche hervorgerufen wurde und sieht hierin eine Parallele zur eigenen Situation, nämlich „neue Kaiserzeiten“. Laut Domdey steht im Zentrum des Gedichts Müllers Fehleranalyse: „seine Antwort auf die Frage, woran sozialistische Revolutionen scheitern“.

## Assoziationen im Text
Mommsens Block

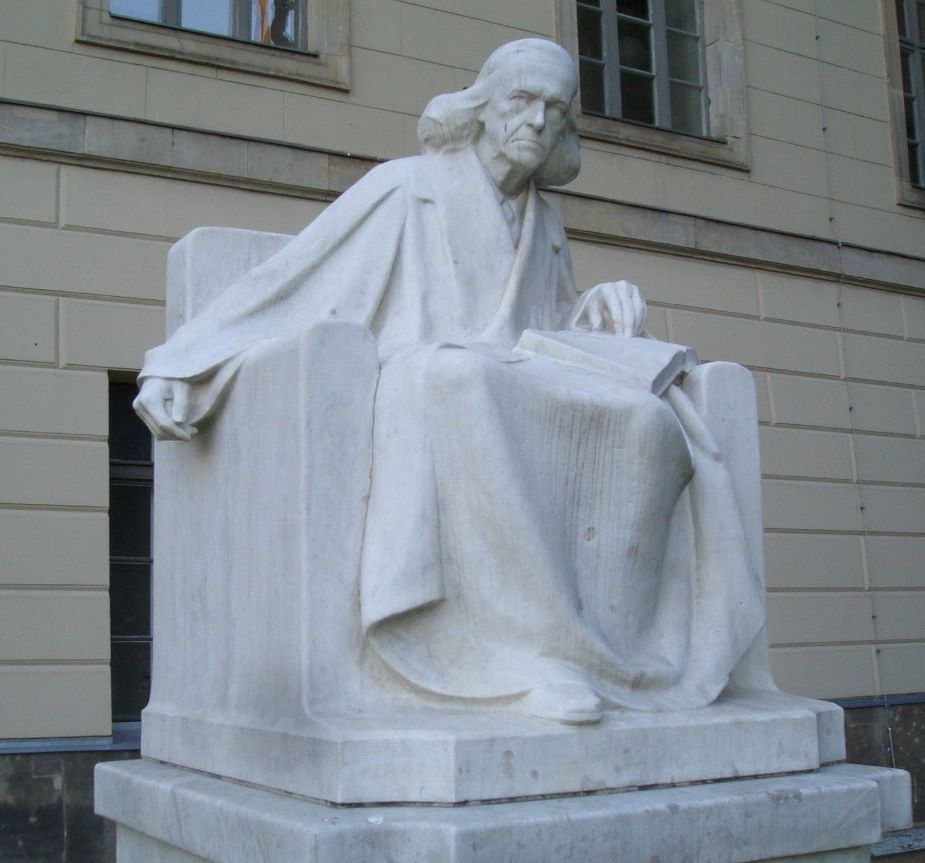
Das Mommsen-Denkmal vor der Humboldt-Universität

Hiermit ist das von Adolf Brütt geschaffene Denkmal gemeint. Das Langgedicht entstand anlässlich der Rückführung des Sitzbilds von Theodor Mommsen an seinen alten Standort vor der Humboldt-Universität. :Bevor sein Denkmal auf Ihrem Sockel stand / Einen Staat lang Der Sockel ist wieder Ihr Standort / Vor der Universität benannt nach Humboldt.
Felix Guattari
Der Text ist Félix Guattari gewidmet. Dieser starb fünf Monate vor Entstehung des Textes.
Tacitus
Publius Cornelius Tacitus ein Historiker der römischen Kaiserzeit, er kritisierte die Dekadenz seiner Zeit.
Machstraße
Fiktive Straße, in die der Sprecher Mommsens Haus verortet. Bezieht sich wohl auf Ernst Mach und dessen Arbeit über  Sinnespsychologie und Philosophie.
Die Straße ist weniger fiktiv, als daß Heiner Müller die Straße, in welcher Mommsen tatsächlich wohnte, nämlich die Marchstraße, einfach falsch schrieb und dann dennoch so stehen ließ -- aus welchen Gründen auch immer.
Dilthey an den Grafen York
Hiermit ist der Briefwechsel der Philosophen Wilhelm Dilthey und Paul Yorck von Wartenburg gemeint.
Wilamowitz
Ulrich von Wilamowitz-Moellendorff war Mommsens Schwiegersohn.
Johannes auf Patmos
Auf Patmos schrieb der Tradition nach der Evangelist Johannes das Buch der Offenbarung.
Göttliche Komödie
Die Göttliche Komödie gilt als Dantes Hauptwerk.
Ezra Pound … der andere Vergil
Ezra Pound soll hier ebenbürtig mit dem Dichter Vergil verstanden werden.